# Kawakaze
Il Kawakaze (江風? lett. "Vento del fiume/invernale") è stato un cacciatorpediniere della Marina imperiale giapponese, ottava unità appartenente alla classe Shiratsuyu. Fu varato dal cantiere di Fujinagata, a Osaka, nel novembre 1936.
Appartenente alla 24ª Divisione, nel dicembre 1941 lasciò le isole Palau per proteggere gli sbarchi nelle isole Filippine, avvenuti senza difficoltà. Dal gennaio al febbraio 1942 partecipò a diverse operazioni anfibie nelle Indie orientali olandesi, quindi tra il 27 febbraio e il 1º marzo ebbe parte nella distruzione della flotta alleata nel Mare di Giava. Dopo una revisione a Sasebo fu inserito in una delle flotte incaricate di portare a termine l'occupazione dell'atollo di Midway: non ebbe però parte nella battaglia del 4-6 giugno. A luglio fu spostato a Rabaul, base nipponica nella Nuova Britannia, dalla quale condusse decine di missioni di scorta o trasporto truppe per l'isola di Guadalcanal, sulla quale erano sbarcati gli americani. Fu altresì presente alle inconcludenti battaglie delle Salomone orientali e delle isole di Santa Cruz, mentre nel corso della battaglia navale di Guadalcanal operò in difesa del convoglio carico di truppe e armi; esso fu comunque annientato. Tra la metà di novembre e il febbraio 1943 riprese le missioni di rifornimento, o di difesa delle medesime, nelle acque di Guadalcanal e anche delle isole Salomone centrali; partecipò pure all'evacuazione finale dell'isola. Il 9 febbraio rimase gravemente danneggiato per la collisione con un trasporto e non poté partecipare più alla campagna nelle Salomone sino a fine luglio. Il 6 agosto partì con altri cacciatorpediniere per recare truppe sull'isola di Kolombangara, ma nella notte le navi giapponesi furono sorprese da cacciatorpediniere statunitensi e il Kawakaze fu affondato con la morte di gran parte dell'equipaggio.

## Servizio operativo

### Costruzione
Il cacciatorpediniere Kawakaze fu ordinato nell'anno fiscale edito dal governo giapponese nel 1934. La sua chiglia fu impostata nel cantiere navale di Osaka, gestito dalla ditta Fujinagata, il 25 aprile 1935 e il varo avvenne il 1º novembre 1936; fu completato il 30 aprile 1937. La nave formò con i gemelli Yamakaze, Suzukaze e Umikaze la 24ª Divisione cacciatorpediniere, dipendente dalla 4ª Squadriglia della 2ª Flotta.

### 1941-1942
Tra 1940 e 1941 il Kawakaze passò al comando del capitano di corvetta Kazuo Wakabayashi. Il 26 novembre 1941 la divisione salpò dal Giappone, passò lo Stretto di Terashima e si radunò per il 1º dicembre 1941 nelle isole Palau in preparazione all'offensiva simultanea nipponica al Sud-est asiatico e all'Oceano Pacifico occidentale. Il 6 dicembre il Kawakaze e le unità gemelle lasciarono l'ancoraggio con l'aliquota della 3ª Flotta del viceammiraglio Ibō Takahashi incaricata di supportare le operazioni nelle Filippine: esse ebbero avvio l'8 dicembre con un duro bombardamento aereo, seguito il 10 dicembre dallo sbarco del grosso della 14ª Armata nel Golfo di Lingayen. Dopo il facile approdo a Legaspi e Mindanao, il Kawakaze si spostò nella baia di Lamon e il 24 dicembre coprì lo sbarco di truppe imperiali. Il 2 gennaio 1942 la conquista della capitale Manila significò il trasferimento previsto della 3ª Flotta a sud, in appoggio all'assalto alle Indie olandesi: il 12 gennaio 1942 il Kawakaze partecipò alla battaglia di Tarakan, il 23 protesse a distanza lo sbarco a Balikpapan; quindi fu riassegnato al gruppo anfibio che l'8 febbraio eseguì l'attacco a Makassar, sulla punta sud-occidentale di Celebes. Il 27 febbraio fu aggregato, assieme a numerose altre navi da guerra, al gruppo di sbarco orientale per Giava, al comando del viceammiraglio Takahashi; il giorno successivo partecipò, senza ricevere danni, alla battaglia del Mare di Giava contro la flotta ABDACOM, che fu pesantemente sconfitta. Il 1º marzo, dunque, fu incaricato con altre unità di dare la caccia alle superstiti navi alleate e quel giorno prese parte alla seconda battaglia del Mare di Giava, contribuendo alla distruzione dell'incrociatore pesante HMS Exeter e del cacciatorpediniere USS Pope: in questa occasione trasse in salvo 35 marinai britannici. Dall'8 al 14 marzo scortò un convoglio da Celebes a Singapore, quindi fece rotta per le Filippine, raggiunte il 5 aprile: qui prestò supporto nelle operazioni secondarie per occupare integralmente l'arcipelago. Il 10 aprile la 24ª Divisione fu posta alle dipendenze della 1ª Squadriglia cacciatorpediniere, aggregata alla 1ª Flotta; il 28 aprile, dopo che il comandante Wakabayashi fu portato al grado di capitano di fregata, il Kawakaze tornò verso il Giappone e il 1º maggio giunse a Sasebo, dove fu messo in bacino di carenaggio.
Verso la fine di maggio riprese il mare e, con le unità sorelle, fece parte della formazione del viceammiraglio Shirō Takasu, distaccata dall'ammiraglio Isoroku Yamamoto dalla 1ª Flotta per coprire le azioni secondarie nelle isole Aleutine. In questo modo egli sperava di distrarre una parte consistente delle modeste forze della marina statunitense dall'atollo di Midway, sul quale stavano convergendo la 1ª Flotta aerea del viceammiraglio Chūichi Nagumo e la 2ª Flotta del viceammiraglio Nobutake Kondō, che proteggeva il convoglio d'invasione per l'atollo. La successiva battaglia si combatté subito a nord-est di questa posizione e il Kawakaze non vi ebbe parte. Tornato in Giappone, il 14 luglio passò con il resto della 24ª Divisione alla 2ª Squadriglia cacciatorpediniere, 2ª Flotta. Subito dopo gli sbarchi americani su Guadalcanal la flotta fu incaricata di operare nelle isole Salomone assieme alla 3ª Flotta di portaerei e all'8ª, basata a Rabaul. L'11 agosto il Kawakaze salpò da Yokosuka a fianco della portaidrovolanti Chitose e il 17 le due navi si fermarono all'atollo di Truk; il 18, comunque, il cacciatorpediniere ripartì per proteggere il convoglio che stava portando a Guadalcanal una parte del reggimento del colonnello Kiyonao Ichiki. Quindi tra il 21 e il 23 agosto eseguì una serie di pattugliamenti attorno all'isola e il 22 silurò il cacciatorpediniere USS Blue, che affondò poco dopo. Il giorno successivo, assieme ai cacciatorpediniere Mutsuki, Yayoi e Kagero bombardò l'aeroporto della testa di ponte, mentre il 25 agosto fece parte della scorta al convoglio del contrammiraglio Raizō Tanaka, che nel corso della battaglia delle Salomone Orientali non riuscì a recare truppe alla guarnigione: il 26 si ancorò alle isole Shortland. Tra il 29 agosto e l'11 settembre completò con successo cinque missioni di trasporto per Guadalcanal, quindi il 13 operò un secondo bombardamento in appoggio all'offensiva del maggior generale Kiyotake Kawaguchi. Riprese poi i viaggi per rifornire i reparti della 17ª Armata sull'isola, ma il 18 settembre dovette ritirarsi a causa di una forte presenza navale statunitense; anche il 24 la missione abortì per l'attiva difesa aerea nemica. Tornato alle Shortland, il 26 settembre il Kawakaze partì per Truk, dove arrivò il 28 settembre e rimase per qualche tempo.
Nella notte tra il 13 e il 14 ottobre fece parte della scorta alle due navi da battaglia Kongo e Haruna che cannoneggiarono per oltre un'ora l'aeroporto dell'isola; ripeté la missione nella notte tra il 15 e il 16, quando le piste furono prese sotto il tiro degli incrociatori pesanti Maya e Myoko. Tornò dunque a Truk dove si riunì alla 24ª Divisione, con la quale fu presente alla battaglia delle isole Santa Cruz (26 ottobre), senza tuttavia impegnare il nemico o subire danni. Di nuovo a Truk, ripartì il 3 novembre a fianco degli incrociatori pesanti Maya e Suzuya che si fermarono alle Shortland, quindi il 7 portò un piccolo reparto di fanteria su Guadalcanal. Pochi giorni dopo fu assegnato al convoglio di undici trasporti del contrammiraglio Tanaka, incaricato di sbarcare un nutrito contingente sull'isola dopo che la 2ª Flotta avesse distrutto l'aeroporto: l'operazione ebbe inizio il 12 novembre e il convoglio salpò il 14 dalle Shortland, nonostante l'aviazione statunitense non fosse stata messa fuori combattimento. Infatti per tutta la seconda metà della giornata i trasporti furono attaccati ripetutamente e sette affondarono o si incendiarono; il Kawakaze, che come gli altri cacciatorpediniere a difesa non riuscì a contrastare i determinati attacchi statunitensi, recuperò 550 naufraghi del trasporto Brisbane Maru. Il convoglio decimato fu del tutto distrutto nella mattina del 15 novembre, anche perché Tanaka si era ritirato con i cacciatorpediniere durante le operazioni di scarico. Dalle Shortland, il Kawakaze salpò il 16 novembre per Rabaul (toccata il 17) e il 18 effettuò un trasporto di truppe a Buna, uno dei capisaldi nipponici sulla costa della Nuova Guinea sud-orientale, scacchiere operativo dove la situazione si era evoluta sfavorevolmente per le forze armate giapponesi. Il 27 novembre tornò all'ancoraggio delle Shortland, dove il giorno successivo il capitano Wakabayashi fu rimpiazzato dal capitano di corvetta Yoshio Yanase.
Il 28 novembre il Kawakaze, assieme ad altri sette cacciatorpediniere (Naganami, Takanami, Makinami, Kuroshio, Oyashio, Kagero, Suzukaze), passò al diretto comando del contrammiraglio Tanaka e si preparò a effettuare una rischiosa missione di rifornimento: considerando che ormai non era più possibile sostare per ore davanti alle spiagge con i vulnerabili trasporti, cibo, munizioni e medicinali erano stati stipati dentro fusti stagni, che le navi dovevano rilasciare poco lontano dalla costa. All'inizio del 29 novembre le unità salparono dalle Shortland e giunsero senza problemi a destinazione nella notte del 30, dove tuttavia furono attaccati da una Task force statunitense nottetempo; Tanaka annullò la missione e fece lanciare numerosi siluri per coprirsi il ripiegamento. Furono così colpiti e gravemente danneggiati gli incrociatori pesanti USS New Orleans, USS Pensacola, USS Minneapolis e USS Northampton, il quale ultimo affondò nel giro di mezz'ora. Lo scontro fu breve e confuso e non è chiaro se il Kawakaze centrò il Pensacola. Il 3 e il 7 dicembre fu coinvolto in altri due viaggi di questo genere e l'11 ne scortò un terzo, coadiuvando il Suzukaze nella distruzione della motosilurante statunitense PT-44. Tornato alle Shortland, si portò il 14 dicembre a Rabaul: da qui salpò il 19 con il cacciatorpediniere Ariake per proteggere il trasporto Kozan Maru, che recò 1300 uomini a punta Munda, nella Nuova Georgia occidentale. Il 1º gennaio 1943 si fermò alle Shortland e nella notte rimase al largo di Guadalcanal per coprire il rilascio di rifornimenti alle affamate truppe sull'isola; il 10 gennaio, invece, lo stesso Kawakaze portò a compimento lo scarico dei fusti e poi accompagnò il danneggiato Hatsukaze dapprima alle Shortland, poi a Rabaul (14 gennaio). Dal 16 al 23 gennaio fu quindi impegnato nella difesa di un convoglio che, muovendosi nelle ore notturne, portò truppe e armi sull'isola di Kolombangara e tornò a Rabaul; il 27 e il 28 gennaio, invece, portò un piccolo distaccamento sulle isole Russell, a nord-ovest di Guadalcanal. Il 1º febbraio partecipò all'inizio dell'operazione Ke, lo sgombero della 17ª Armata nipponica: protesse l'imbarco e sembra che affondò la motosilurante PT-111, intervenuta con altre all'attacco delle navi giapponesi. Il 4 febbraio, impegnato nello stesso incarico, trasse in salvo il contrammiraglio Shintarō Hashimoto (comandante della 3ª Squadriglia e responsabile dell'evacuazione) dal danneggiato Shirayuki e il 7 portò assistenza al cacciatorpediniere Isokaze, danneggiato al largo delle isole Shortland mentre tornava dall'ultimo viaggio di sgombero.

### 1943 e l'affondamento
Il 9 febbraio 1943 il Kawakaze partì dalle Shortland nella scorta di un convoglio, ma rimase gravemente danneggiato quando entrò in collisione con il trasporto Ton Maru. Il 10 tornò con difficoltà alle Shortland e il 13, trainato dal cacciatorpediniere Kuroshio, giunse a Rabaul per riparazioni d'emergenza. Il 2 marzo salpò, scortando un convoglio per Truk, raggiunto il 6 marzo; qui fu sottoposto a ulteriori lavori per circa due settimane. Il 21 marzo riprese il mare a protezione dell'incrociatore leggero Katori, con il quale si fermò a Yokosuka il 26 marzo. Prima della fine della giornata arrivò a Sasebo e fu messo in bacino di carenaggio; è molto probabile che, durante il raddobbo, sia stata aggiunta, davanti alla plancia e su un apposito ballatoio, un'installazione binata di cannoni Type 96 da 25 mm L/60. Le riparazioni approfondite e la revisione delle macchine durarono quasi due mesi, poiché tornò in acqua il 26 maggio. Il giorno seguente fu posto di scorta a un convoglio che da Sasebo arrivò a Truk (3 giugno); il Kawakaze salpò nuovamente il 5 giugno, sempre con compiti di scorta per un convoglio che recò vettovaglie e truppe sull'isola di Nauru, ritornando all'atollo il 10. Dal 14 al 19 giugno, invece, accompagnò l'incrociatore leggero Jintsu a Kwajalein, dove scese un gruppo di aviatori. Il 30 giugno il Kawakaze fece rotta per Rabaul, ma urtò degli scogli e dovette rimanere per circa un mese in riparazione a Truk. Il 1º agosto, tornato operativo, arrivò a Rabaul e fu caricato con materiali vari, che portò a Tuvulu. Il 6 agosto intraprese una missione di trasporto truppe per l'isola di Kolombangara, affiancato dai cacciatorpediniere Shigure, Arashi e Hagikaze. Nella notte tra il 6 e il 7, però, il gruppo nipponico cadde in un'imboscata condotta da sei cacciatorpediniere statunitensi. Il Kawakaze, colpito da siluri, fu immobilizzato e divenne bersaglio per le artiglierie nemiche, che lo fecero affondare nel Golfo di Vella, alle coordinate 7°50′S 156°54′E: nel breve combattimento rimasero uccisi 169 membri dell'equipaggio, incluso il capitano Yanase. Non si conosce il numero di superstiti, ma quattro marinai furono catturati. Solo lo Shigure, in coda alla formazione, riuscì a salvarsi e tornare indietro.
Il 15 ottobre 1943 il Kawakaze fu depennato dai registri del naviglio in servizio attivo con la Marina imperiale.